# Хам
Вижте пояснителната страница за други значения на Хам.
Хам (на иврит хакодеш חָם) е един от синовете на Ной. Според библейския разказ (Бит. 9 гл.), след потопа Ной засажда лоза, приготвя от плодовете ѝ вино и се опива. Хам се надсмива над си баща си, който временно е бил под въздействието на алкохол, поради което е прокълнат от Ной: Хам и потомците му да бъдат слуги на потомците на другите двама негови братя – Сим и Яфет.
Поради възникнали във времето си причини (политически, религиозни, културни), библейската традиция свързва родословието на редица семитски народи именно с името на Хам, например ханаанците и морските хора всред тях, известни още и като финикийци.
Съвременната терминология името се употребява най-вече в езикознанието, където се влива в термина „семитски езици“, като част от семито-хамитските (афро-азиатските) езици.
В някои езици, като в руския, думата се е превърнала в нарицателно за груб и подъл човек, за човек, който не уважава родителите си.